# Ethel Thomson-Larcombe
Ethel Thomson-Larcombe (Islington, 8 juni 1879 – Budleigh Salterton, 11 augustus 1965) was een tennis- en badmintonspeelster uit Groot-Brittannië.
Larcombe speelde tussen 1902 en 1921 elfmaal op Wimbledon. In 1912 schreef zij het Engels kampioenschap in Wimbledon op haar naam, en in 1914 won zij in het gemengd dubbelspel samen met James Cecil Parke. Met badminton won zij elfmaal de All England Open Badminton Championships.
Zij was gehuwd met Dudley Larcombe, die ook tennisspeler was, en secretaris van de All England Club.

## Resultaten grandslamtoernooien
| Legenda | Legenda                          |
| ------- | -------------------------------- |
| g.t.    | geen toernooi gehouden           |
| l.c.    | lagere categorie                 |
| –       | niet deelgenomen                 |
| G       | uitgeschakeld in de groepsfase   |
| 1R      | uitgeschakeld in de eerste ronde |
| 2R      | uitgeschakeld in de tweede ronde |
| 3R      | uitgeschakeld in de derde ronde  |
| 4R      | uitgeschakeld in de vierde ronde |
| KF      | uitgeschakeld in de kwartfinale  |
| HF      | uitgeschakeld in de halve finale |
| F       | de finale verloren               |
| W       | het toernooi gewonnen            |
| w-v     | winst/verlies-balans             |

### Enkelspel
| Australian Open | –  | –  | –  | –  | –  | – | –  | –  | –  |
| Roland Garros   | –  | –  | –  | –  | –  | – | –  | –  | –  |
| Wimbledon       | 1R | Fa | 3R | KF | 2R | W | Fb | 2R | 1R |
| US Open         | –  | –  | –  | –  | –  | – | –  | –  | –  |

a de All-comers-finale
b de kampioenschap-finale (challenge)